# 崇贤乡
崇贤乡，是中华人民共和国江西省赣州市兴国县下辖的一个乡镇级行政单位。

## 行政区划
崇贤乡下辖以下地区：
崇贤村、崇义村、东风村、龙潭村、上沔村、霞光村、太平村、三角村、贺堂村、大龙村、北胜村和齐分村。